# Herbst der Gammler
Herbst der Gammler ist ein deutscher Dokumentarfilm von Peter Fleischmann, der im Herbst 1966 in München gedreht und 1967 erstmals gezeigt wurde. Er handelt von dem Phänomen der sogenannten Gammler, die im Vorfeld der 68er-Bewegung mit ihrem alternativen Lebensstil von großen Teilen der Gesellschaft feindselig beäugt wurden.

## Handlung
Peter Fleischmann interviewt erwerbslose, auf den Straßen von München lebende junge Menschen, die gemeinhin als Gammler bezeichnet werden (einige der Gammler nennen sich auch selbst so, andere finden die Bezeichnung abwertend und verwenden stattdessen den Begriff der Beatniks). In den Gesprächen kommt heraus, dass die Gammler aus sehr unterschiedlichen Gründen auf der Straße leben – bei einigen sind es politisch-idealistische Überzeugungen, bei anderen das Abenteuer, bei anderen Not und Pragmatismus. Als Gründe nennen sie Zweifel am bürgerlichen Lebensstil und dem Zweck von harter Arbeit, der Wunsch nach intensiverem Leben, Konflikte mit dem Elternhaus, Flucht vor dem Jugendheim oder den Einzug zum Wehrdienst. Die Gammler sind keineswegs eine homogene Gruppe, sondern beklauen sich auch untereinander und bilden häufig eher Zweckgemeinschaften als tiefe Freundschaften. Einige, die schon länger „gammeln“ und fest auf der Straße leben, bezeichnen sich als die „richtigen“ Gammler, denn viele leben nur kurz auf der Straße und kehren dann wieder zu ihren Eltern zurück. Die Gammler sind in verschiedenen Alltagssituationen zu sehen, etwa wie sie das Oktoberfest besuchen oder nachts im Park schlafen. Es gibt vermehrt Polizeikontrollen, nachdem die Gammler zu einem Politikum geworden sind.
Immer wieder werden auch Gespräche zwischen Passanten und den Gammlern gezeigt, in denen Fleischmann einen moderierenden Ton anschlägt. Die Reaktionen der Passanten – viele älter, aber auch jüngere Menschen – sind von skeptischem Unverständnis bis hin zu großer Feindseligkeit geprägt. Einige der Bürger finden die Gammler nicht toll, verweisen aber noch auf die Freiheit in der Demokratie. Andere Passanten äußern, dass man die Gastarbeiter nicht brauchen würde, wenn die Gammler nur arbeiten gingen, und fordern gar eine gesetzliche Arbeitspflicht. Zwischen den Münchener Bürgern, die feststehende Vorstellungen von richtiger Lebensweise und Arbeitsethik haben, mitunter auch antidemokratische Töne anschlagen, und den Gammlern zeichnen sich grundlegende Konflikte ab. Eine noch relativ junge Oktoberfestbesucherin äußert gar, dass sie die Gammler am liebsten in ein Arbeitslager stecken würde und Adolf Hitler schon mit diesen fertig geworden wäre.
Mit dem Anbruch des Winters kehren einige der Gammler ins elterliche Haus zurück, andere – die etwas Geld haben – reisen in den wärmeren Mittelmeerraum, andere schlagen sich weiter in München durch.

## Produktionshintergrund
Für den Regisseur Peter Fleischmann war der knapp über eine Stunde lange Herbst der Gammler nach mehreren Kurzfilmen der erste abendfüllende Film. Er wurde ursprünglich nur für das Fernsehen produziert und hatte am 22. September 1967 in der ARD Premiere, wurde aber auch häufiger im Kino gezeigt – unter anderem bei der Filmwoche Mannheim 1967, wo er positiv aufgenommen wurde, und nochmals 2002 auf der Berlinale. Auch die Studentenbewegung, die in dem 1966 abgedrehten Film noch nicht direkt angesprochen wurde, aber bald danach an Bedeutung gewann, lud Fleischmann zu einer Vorführung nach Berlin ein. Bei seiner Ankunft erklärte ihm aber Rudi Dutschke, man habe nun keine Zeit zum Filmesehen mehr, man müsse jetzt Revolution machen. Der Dokumentarfilm machte Fleischmann bekannt und ermöglichte ihm auch die Inszenierung seines ersten Spielfilms Jagdszenen aus Niederbayern, der ebenfalls die Intoleranz einer Mehrheit gegenüber Außenseitern thematisierte.
Fleischmann orientiert sich bei dem 16-mm-Film Herbst der Gammler stilistisch an dem Cinéma vérité und bringt unterschiedliche Gruppen ins Gespräch, schaltet sich dabei auch selbst gelegentlich in diese Diskussionen ein. In den ersten Szenen interviewt er die jungen Menschen in Gruppen auf der Straße, dann wird er immer mehr in deren Zirkel eingeführt und macht auch Einzelinterviews. Insgesamt lebte er zuletzt sechs Wochen unter den Gammlern.
Die Gammler waren Mitte der 1960er-Jahre zu einem umstrittenen Phänomen geworden und galten in den Medien oft als Kriminelle. Eine Mehrheit der Bürger äußerte in Meinungsumfragen zu dieser Zeit, man müsse die Gammler zum Arbeiten zwingen. Fleischmann machte, indem er die Passanten sprechen ließ, die „alltagsfaschistischen“ Einstellungen vieler Münchener gegenüber den Außenseitern deutlich.

## Auszeichnung
Herbst der Gammler wurde mit einer sogenannten „Lobenden Erwähnung“ bei den Adolf-Grimme-Preisen 1968 bedacht. Außerdem erhielt er das Prädikat „Besonders wertvoll“ von der Deutschen Film- und Medienbewertung (FBW).

## Rezeption
Der Filmdienst schreibt, Fleischmann habe „Vorurteile abbauen und Rückschlüsse auf die damalige Gesellschaft ermöglichen“ wollen. Dabei sei eine „Dokumentation von großer, entlarvender Glaubwürdigkeit“ entstanden.
Das Deutsche Historische Museum notiert: „Münchner Kleinbürger und Arbeiter entpuppen sich dabei als Träger einer aus dem ‚Dritten Reich‘ überwinterten Ausmerzungsideologie und -rhetorik, deren Vehemenz und Eindeutigkeit mit der holprigen Artikulationsweise und den oft diffusen Sehnsüchten der Langhaarigen in hartem Kontrast steht.“ Doch der Film sei nicht nur Zeitdokument, sondern zeige auch auf interessante Weise die Unbeholfenheit jugendlicher Ausdrucksweisen in Sprache und Mimik.
Laut der Website Critic.de von 2016 halte Fleischmann die Ablehnung, welche die Gammler erfahren, in „teils sehr brutalen Szenen fest“. Auch der Kritikerin der taz fiel 2016 „der Ton, der den jungen Leuten in Herbst der Gammler entgegenschlägt“, auf: Dieser müsse „erst einmal verdaut werden. Da ist keine Spur von Zurückhaltung und gesenkten Köpfen. Man wähnt sich der jüngeren Generation gegenüber im Recht und macht auch keinen Hehl daraus.“ Beobachtbar sei, „wie sich der ordentliche Bürger im Kollektiv verhärtet und verbal ausfährt“, wobei die Aggression nicht zuletzt auch daher rühre, dass die Gammler „das angepasste Leben jener Nicht-Gammler karikieren“.
Hanns-Georg Rodek kam in seinem Nachruf auf Peter Fleischmann 2021 in Die Welt auf den Wert des Films als historisches Zeitdokument der 68er-Bewegung zu sprechen: „Herbst der Gammler ist bis heute der Film, an dem man den Zusammenprall der Generationen am besten begreift.“